# Blueface
Johnathan Michael Porter (născut pe 20 ianuarie 1997), cunoscut profesional sub numele de Blueface, este un rapper și cântăreț american. În octombrie 2018, după lansarea videoclipului muzical pentru piesa sa „Respect My Cryppin”, a devenit un meme viral, datorită stilului său de rapping. Luna următoare, el a semnat cu Cash Money West, filiala West Coast a casei de discuri Cash Money Records. În 2019, un remix al melodiei sale "Thotiana", cu Cardi B și YG, a devenit cel mai de succes single al său până în prezent, ajungând pe numărul 8 pe Billboard Hot 100. Pe 13 martie 2020, și-a lansat albumul de studio de debut, Fiind The Beat.

## Tinerețe
Blueface s-a născut pe 20 ianuarie 1997, în Los Angeles, California. Porter a crescut în Mid-City, în centrul Los Angeles-ului, și a studiat la mai multe școli elementare înainte de a se muta cu mama sa în Santa Clarita Valley, dar ulterior s-a stabilit în Oakland împreună cu tatăl său. După ce s-a stabilit în San Fernando Valley, Porter a studiat la "Arleta High School" și s-a alăturat trupei de marș cântând la saxofon și echipei de fotbal, devenind "sfertul de plecare în 2014", având 1.93 m  și cântărind 72 kg. Porter a condus echipa sa la un campionat din East Valley League în anul 2014. Aruncând la 1.234 de metri și având 17 touchdown-uri în 2013 și 1.724 de metri și 21 de touchdown-uri în 2014, Porter a început să joace pentru echipa Fayetteville State University și a jucat fotbal american până la plecarea din liceu a acestuia în 2016. Porter face referiri la experiențele sale trecute ca jucător de fotbal în videoclipul pentru remixul de la „Thotiana”, unde rapper-ul prezintă un potențial major al echipei din liceu care își arată lipsa de respect față de antrenorul său, datorită dorinței sale de a urmări femeile și faima. Porter a devenit interesat de muzica rap de la o vârstă fragedă și a ascultat în general 50 Cent, The Game și Snoop Dogg.

## Cariera

### 2017–2018: Succesul viral,Famous Cryp, și "Bleed It"
Porter a început să cânte în ianuarie 2017 sub numele de Blueface Bleedem, o referire la legăturile sale cu gașca School Yard Crips. Inițial mutându-se în Los Angeles după ce a părăsit Universitatea de Stat din Fayetteville, a fost invitat la studioul de muzică al prietenului său, Laudiano pentru a lua un încărcător de telefon, iar după ce a fost provocat să cânte pe un instrumental (freestyle), Porter a început să lucreze pentru a lansa prima sa melodie, "Deadlocs" , produs de Laudiano, pe platforma SoundCloud. În iunie 2018, a lansat primul său proiect, Famous Cryp. În septembrie 2018, după ce melodia și EP-ul său l-au ajutat să își construiască o rețea de fani pe plan local în California, a lansat un al doilea EP, Two Coccy, pe SoundCloud și Spotify.
Pe 8 octombrie 2018, Blueface a lansat un videoclip pentru piesa sa, „Respect My Crypn”, pe canalul YouTube al WorldstarHipHop, și la scurt timp după ce piesa a fost postată pe Twitter, a devenit un meme viral. Popularitatea videoclipului a dus la o mai mare atenție a muzicii lui Blueface, melodiile sale „Thotiana” și „Next Big Thing” câștigând popularitate. Popularitatea sa a crescut și mai mult datorită faptului că în prezent ține un concurs pe "story-urile" și postările sale de pe Instagram folosind sondaje pentru a stabili la ce liceu ar trebui să cânte unde, Liceul Pasadena a reușit să câștige competiția asupra Liceului Santa Monica. Provocarea de pe social media a adus noi adepți, crescând popularitatea sa deja în creștere. În noiembrie 2018, Blueface a semnat la o filială a casei de discuri West Coast Cash Money Records, Cash Money West, și a postat clipuri ale acestuia în studio cu rapper-ul canadian Drake și Quavo pe pagina sa de Instagram.  În decembrie 2018, Blueface a devenit din nou viral datorită unui videoclip cu Einer Bankz, previzualizând noua sa melodie, „Bleed It”, care a fost lansată oficial în ianuarie 2019. El a lansat piesa pe canalul de YouTube Lyrical Lemonade, regizat de Cole Bennett, care a acumulat peste 2 milioane de vizualizări în primele 24 de ore de la lansare.

### 2019-Present: "Thotiana",Dirt Bag, șiFind the Beat
Pe 26 ianuarie 2019, piesa „Thotiana”, a debutat pe Billboard Hot 100 la numărul 75, devenind astfel prima sa piesă pe un tablou Billboard. Piesa a fost lansată ca remix cu rapperul YG cu un videoclip muzical. Săptămâna următoare, el a lansat un remix cu Cardi B, coincidând cu un alt videoclip de la Cole Bennett. Pe serviciile de streaming, cele două remix-uri sunt separate, dar există și o a treia variantă în care toate cele trei versiuni sunt reunite. La 1 mai 2019, Blueface a lansat videoclipul pentru single-ul său, „Stop Cappin”, care a acumulat peste 5 milioane de vizualizări în primele patru zile pe YouTube.
În august 2019, Blueface a lansat un EP intitulat Dirt Bag, albumul fiind precedat de single-ul "Stop Cappin". Pe EP-ul nou lansat au cântat The Game, Rich the Kid, Offset, Lil Pump și Mozzy. Piesa sa "Daddy" cu Rich the Kid de pe EP a atins poziția #78 pe Billboard Hot 100, în timp ce "Stop Cappin", cu The Game a ajuns pe locul 15 pe Bubbling Under Hot 100. EP-ul a atins poziția #48 pe Billboard 200. În ciuda succesului comercial, EP-ul a primit recenzii critice copleșitoare. Riley Wallace de la Hip-Hop DX a evaluat proiectul la 3/5, în timp ce ascultătorii l-au evaluat la 2.33 / 5. "Album of the Year" a evaluat un scor total de 60/100, în timp ce ascultătorii l-au revizuit la 51/100. Fred Thomas de la AllMusic a urmat o tendință de recenzii intermediare, oferind proiectului un 3/5. Similar celorlalte recenzii, ascultătorii de la Rate Your Music au acordat un rating mediu de 2,52 pentru proiect.
Pe 11 octombrie 2019, Blueface și-a anunțat albumul de studio de debut, Find the Beat, și lista de melodii de pe album. El a lansat patru single-uri din albumul „Close Up”, cu Jeremih, „First Class”, cu Gunna, „Obama”, cu DaBaby, și „Holy Moly”, cu NLE Choppa. Pe 6 decembrie 2019, prima dată de lansare, albumul a fost întârziat din cauza problemelor cu mărcile comerciale. Pe 17 ianuarie 2020, a doua dată de lansare a fost confirmată, dar a fost întârziată din nou. Pe 13 martie 2020, albumul s-a lansat, cu apariții precum Polo G, Ambjaay, Lil Baby, Stunna 4 Vegas, YBN Nahmir, Gunna, Jeremih, NLE Choppa și DaBaby, în total 16 piese. Rapper-ul Lil Uzi Vert, care a lansat un album intitulat, Lil Uzi Vert vs. World 2, în aceeași zi în care a fost lansat și Find the Beat, a lăudat albumul. Într-un schimb de vorbe privat cu Blueface, Lil Uzi Vert a spus că s-a oferit să colaboreze pe viitor cu Blueface. Cu toate acestea, în ciuda acestei recepții pozitive, Find the Beat a primit o recenzie copleșitor de negativă. Recenzorii de la Rate Your Music au dat o recenzie de 2,58 din 5 stele. Critica Erika Marie de la Hot New Hip Hop a revizuit pozitiv albumul, în timp ce ascultătorii l-au evaluat la 34/100.

## Stil muzical
Stilul de a cânta pe lângă negativ și vocea unică a lui Blueface a fost comparată cu rapperi californieni E-40 și Suga Free, precum și cu rapperii Southern Juvenile și Silkk the Shocker. Blueface a spus că scrie "pe lângă ritm" și folosește instrumentalul ca bază pentru toate melodiile sale.

## Probleme legale
Pe 16 noiembrie 2018, aproximativ la 20:30 ora locală, Porter a fost abordat de un bărbat la o benzinărie Chevron, care a încercat să-l jefuiască. Porter a împușcat mașina suspectului, iar ulterior a fost arestat și acuzat de "împușcare într-un vehicul ocupat", o infracțiune în statul California. Porter a fost eliberat pe cauțiune pe suma de 50.000 de dolari pe 18 noiembrie. Porter a fost arestat și pe 1 februarie 2019 pentru deținere de arme, după ce forțele de ordine au recuperat o armă de mână încărcată, neînregistrată, aflată sub posesia sa.

## Viața personală
Porter are un copil, un fiu născut în anul 2017. Înainte de a intra în industria muzicală, Porter și-a petrecut cea mai mare parte a vieții sale de adult în șomaj, ocupând ocazional câteva locuri de muncă temporare.

## Discografie

### Albume de studio
| Titlu         | Detalii                                                                                                | Pozițiile cele mai mari | Pozițiile cele mai mari | Pozițiile cele mai mari |
| Titlu         | Detalii                                                                                                | US                      | US R&B/HH               | CAN                     |
| ------------- | --- | ----------------------- | ----------------------- | ----------------------- |
| Find the Beat | - Lansat: 13 martie 2020 - Casa de discuri: Cash Money, Republic - Format: Download digital, streaming | 64                      | 39                      | 65                      |

### Mixtape-uri
| Titlu       | Detalii                                                                                              | Pozițiile cele mai mari | Pozițiile cele mai mari | Pozițiile cele mai mari | Pozițiile cele mai mari |
| Titlu       | Detalii                                                                                              | US                      | US R&B/HH               | US Rap                  | CAN                     |
| ----------- | --- | ----------------------- | ----------------------- | ----------------------- | ----------------------- |
| Famous Cryp | - Lansat: 20 iunie 2018 - Casa de discuri: 5th Amendment, eOne - Format: Download digital, streaming | 29                      | 17                      | 17                      | 25                      |

### EP-uri
| Titlu     | Detalii | Pozițiile cele mai mari | Pozițiile cele mai mari | Pozițiile cele mai mari |
| Titlu     | Detalii | US                      | US R&B/HH               | CAN                     |
| --------- | --- | ----------------------- | ----------------------- | ----------------------- |
| Two Coccy | - Lansat: 20 septembrie 2018 - Casa de discuri: Cash Money, Republic - Format: Download digital, streaming | —                       | —                       | —                       |
| Dirt Bag  | - Lansat: 9 august 2019 - Casa de discuri: Cash Money, Republic - Format: Download digital, streaming      | 48                      | 29                      | 41                      |

### Single-uri

#### Melodiile sale
| Titlu                                                                  | An   | Pozițiile cele mai mari | Pozițiile cele mai mari | Pozițiile cele mai mari | Pozițiile cele mai mari | Pozițiile cele mai mari | Pozițiile cele mai mari | Pozițiile cele mai mari | Certificații                | Album                  |
| Titlu                                                                  | An   | US                      | US R&B/HH               | CAN                     | FRA                     | NZ                      | SWE                     | UK                      | Certificații                | Album                  |
| ---------------------------------------------------------------------- | ---- | ----------------------- | ----------------------- | ----------------------- | ----------------------- | ----------------------- | ----------------------- | ----------------------- | --------------------------- | ---------------------- |
| "Fuck It Up" (cu Trendd)                                               | 2017 | —                       | —                       | —                       | —                       | —                       | —                       | —                       |                             | -                      |
| "Thotiana" (solo sau cu YG sau/și Cardi B)                             | 2018 | 8                       | 4                       | 12                      | 168                     | 9                       | 59                      | 15                      | - RIAA: Platină - RMNZ: Aur | Famous Cryp            |
| "Next Big Thing"                                                       | 2018 | —                       | —                       | —                       | —                       | —                       | —                       | —                       |                             | Two Coccy              |
| "Movie Scenes"                                                         | 2018 | —                       | —                       | —                       | —                       | —                       | —                       | —                       |                             | Two Coccy              |
| "DM"                                                                   | 2018 | —                       | —                       | —                       | —                       | —                       | —                       | —                       |                             | -                      |
| "Studio"                                                               | 2018 | —                       | —                       | —                       | —                       | —                       | —                       | —                       |                             | -                      |
| "Bleed It"                                                             | 2019 | —                       | 46                      | —                       | —                       | —                       | —                       | —                       |                             | Dirt Bag               |
| "West Coast" (cu G-Eazy)                                               | 2019 | —                       | 37                      | 81                      | —                       | —                       | —                       | —                       |                             | Beats (coloana sonoră) |
| "Stop Cappin" (solo sau cu The Game)                                   | 2019 | —                       | —                       | —                       | —                       | —                       | —                       | —                       |                             | Dirt Bag               |
| "Daddy" (cu Rich the Kid)                                              | 2019 | 78                      | 30                      | 72                      | —                       | —                       | —                       | —                       |                             | Dirt Bag               |
| "Bussdown" (cu Offset)                                                 | 2019 | —                       | —                       | —                       | —                       | —                       | —                       | —                       |                             | Dirt Bag               |
| "Bop" (cu Tyga și YG)                                                  | 2019 | —                       | —                       | —                       | —                       | —                       | —                       | —                       |                             | Legendary              |
| "Close Up" (cu Jeremih)                                                | 2019 | —                       | —                       | —                       | —                       | —                       | —                       | —                       |                             | Find the Beat          |
| "First Class" (cu Gunna)                                               | 2019 | —                       | —                       | —                       | —                       | —                       | —                       | —                       |                             | Find the Beat          |
| "Obama" (cu DaBaby)                                                    | 2020 | —                       | —                       | —                       | —                       | —                       | —                       | —                       |                             | Find the Beat          |
| "Holy Moly" (cu NLE Choppa)                                            | 2020 | —                       | —                       | —                       | —                       | —                       | —                       | —                       |                             | Find the Beat          |
| "Tour" (cu Asian Doll, Glokk 9, NLE Choppa, Sada Baby, și Kiddo Curry) | 2020 | —                       | —                       | —                       | —                       | —                       | —                       | —                       |                             | Va fi anunțat          |

#### Ca artist secundar
| Titlu                                            | an   | Pozițiile cele mai mari | Pozițiile cele mai mari | Pozițiile cele mai mari | Pozițiile cele mai mari | Pozițiile cele mai mari | Certificații | Album      |
| Titlu                                            | an   | US                      | US R&B/HH               | CAN                     | NZ Hot                  | UK                      | Certificații | Album      |
| ------------------------------------------------ | ---- | ----------------------- | ----------------------- | ----------------------- | ----------------------- | ----------------------- | ------------ | ---------- |
| "Slide" (French Montana cu Blueface și Lil Tjay) | 2019 | 90                      | 33                      | 54                      | 13                      | 81                      | - RIAA: Gold | Montana    |
| "Shotta Flow (Remix)" (NLE Choppa cu Blueface)   | 2019 | —                       | —                       | —                       | 40                      | —                       |              | Cottonwood |
| "FULU$" (Farid Bang cu Musiye și Blueface)       | 2019 | —                       | —                       | —                       | —                       | — - RIAA: Platină       | -            |            |

#### Alte melodii
| Titlu                  | An   | Pozițiile cele mai mari | Album    |
| Titlu                  | An   | NZ Hot                  | Album    |
| ---------------------- | ---- | ----------------------- | -------- |
| "Bussin" (cu Lil Pump) | 2019 | 39                      | Dirt Bag |